# Danska sjömanskyrkan, Göteborg

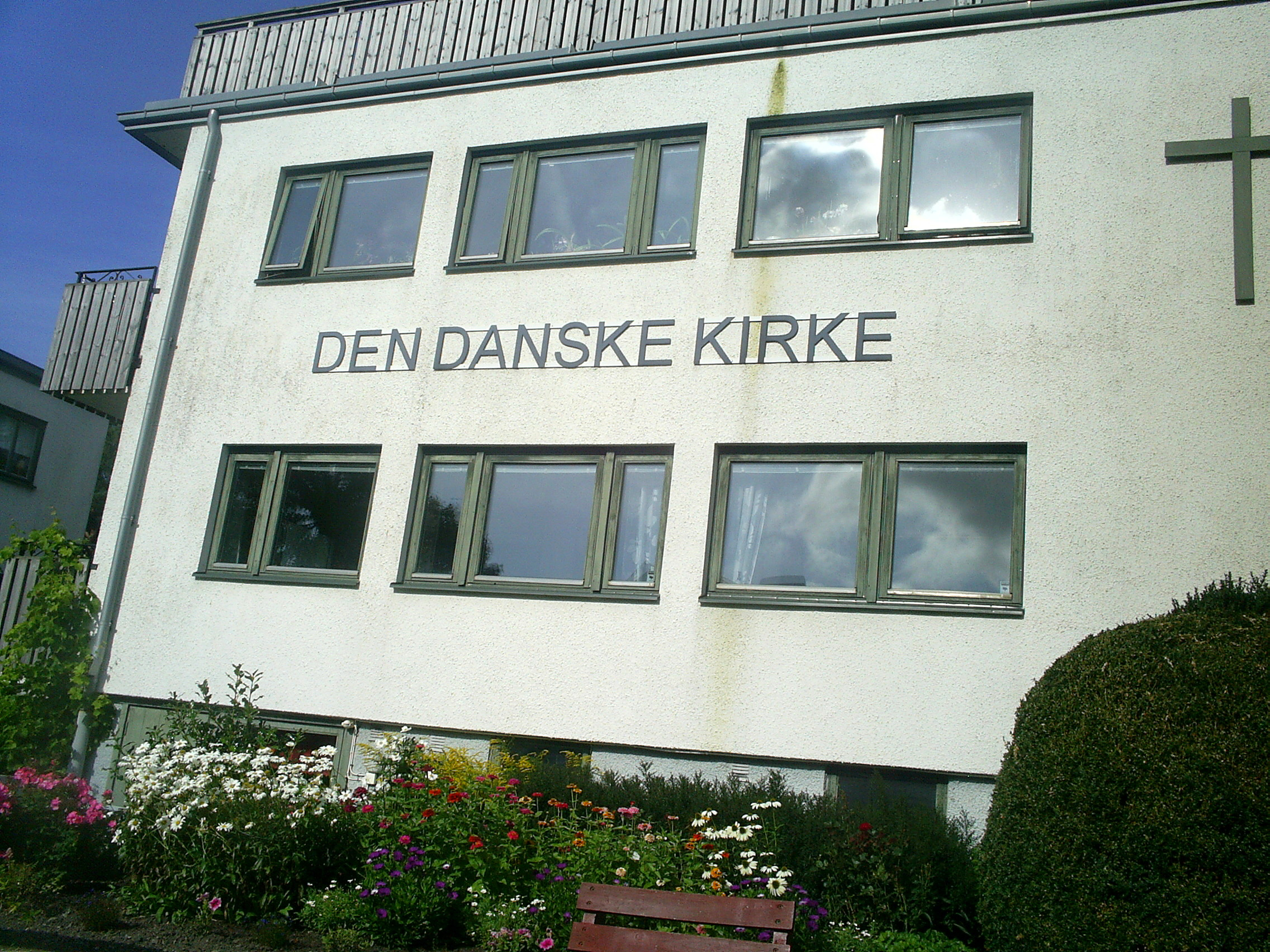
Danska sjömanskyrkan i Göteborg.

Danska sjömanskyrkan i Göteborg (Dansk Sømandskirke) är en kyrkobyggnad i Göteborg. Den tillhör den danska folkkyrkan och dess församling i Göteborg. Kyrkan ligger inhyst i en funkisvilla i Änggården som byggdes 1938, och församlingen köpte in den 1984.

## Historia

### Bakgrund
Den danska folkkyrkan har haft verksamhet i Göteborg sedan mitten av 1900-talet. Under mellankrigstiden såg den dåvarande danska generalkonsuln i staden, Jes Schytt, ett behov av att få sprida det kristna evangeliet på danska till hans landsmän i området.
Under efterkrigstiden ökade antalet danskar i Göteborg; senare har siffran 5 000 danskar i Göteborgsområdet nämnts. Danmark var präglat av en hög arbetslöshet, och många danskar tog anställning vid det expansiva Volvo och de många skeppsvarven i Göteborg.

### Första kyrkan
1952 kom besked från moderkyrkan i Danmark, att man var redo att skicka en präst till Göteborg. Förutsättningen var att den lokala församlingen kunde ordna med ett kyrkorum och själva stå för kyrkans drift. De första medlen till införskaffandet inhämtades efter att ha anordnat en basar. Året därpå, den 3 maj 1953, invigdes den danska kyrkan i en hyrd lokal vid Hvitfeldtsplatsen. Präst blev Gustav Adolf Højlund, som närmast kom från motsvarande sjömanskyrka i Hamburg.
Till att börja med var kyrkan endast öppen i samband med gudstjänster. I augusti samma år invigdes dock en läsesal i huset, och dessförinnan hade det första dopet skett den 4 juli. I februari året därpå skedde det första kyrkbröllopet i kyrkan; detta var dock en inofficiell ceremoni, eftersom danska präster då inte hade vigselrätt i Sverige. Detta tillståndet tillkom först 1970.

### Andra kyrkan
1976 flyttade församlingens verksamhet till en lokal på Drottninggatan. Där fanns den under ett tiotal års tid.
Detta var en egenägd byggnad, i hörn på Drottninggatan. Så småningom krävde dock kyrkobyggnaden alltför dyrt underhåll, vilket ledde till tankar på en flytt till en ny kyrka.

### Kyrkan i Änggården
1984 flyttade församlingen vidare till en nyinköpt funkisvilla i stadsdelen Änggården, på Thorild Wulfsgatan nära Botaniska trädgården. Villan ritades av Ingrid Wallberg och färdigställdes 1938.
Tvåplansbyggnaden har källare och en takvåning. Kyrksalen finns på första våningen, tillsammans med läsrum och kök. Prästbostaden är inrymd på andra våningen, och högst upp i huset finns ytterligare en liten lägenhet.
I kyrksalen finns en dopfunt gjord 1963. Den består av en planka från Dora, ett segelfartyg från Vejle som fraktade styckegods mellan Köpenhamn och Göteborg för DFDS. Dopfuntens skapare var Harald Pedersen.

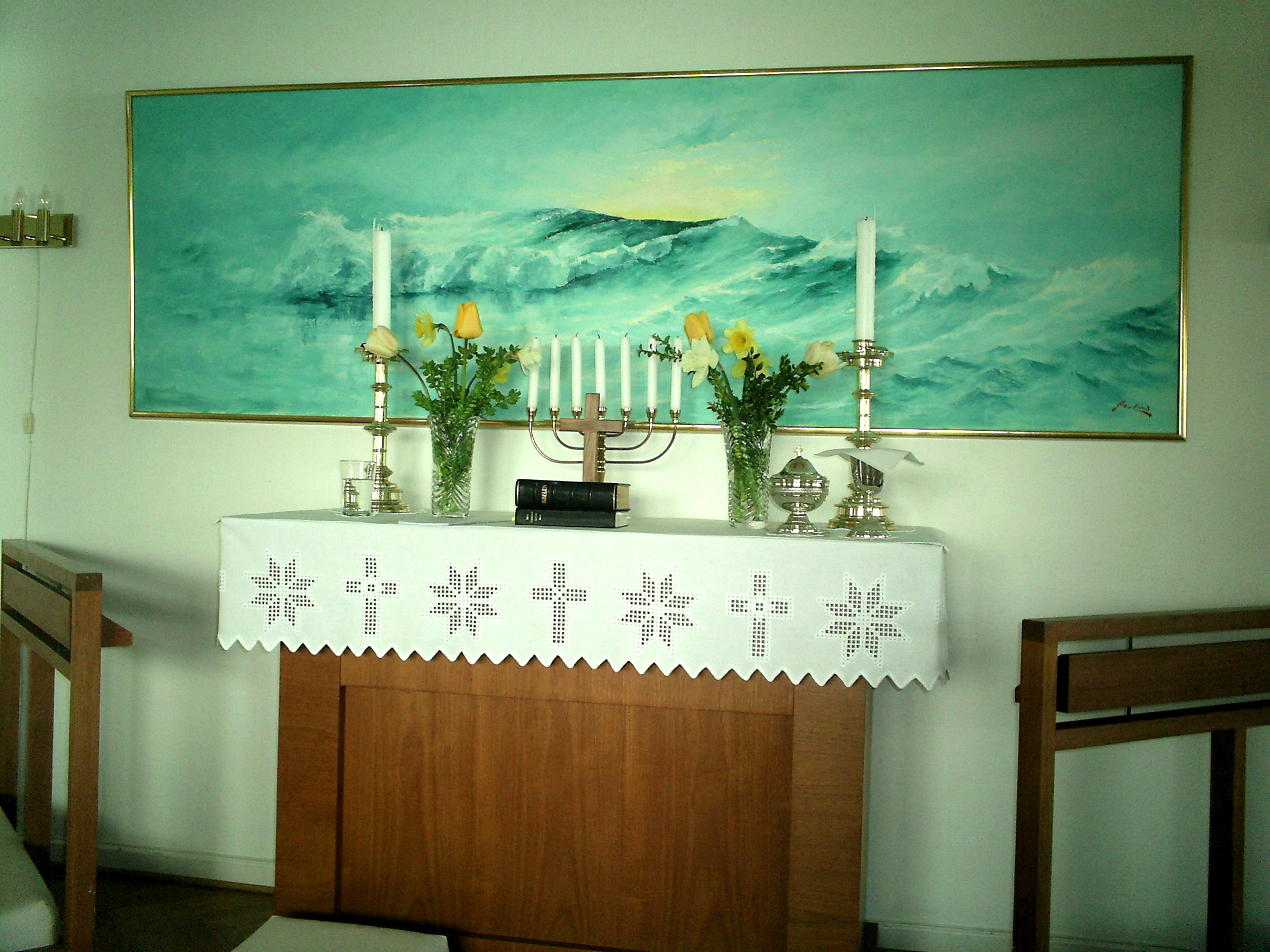
Altaret i Danska sjömanskyrkan.

Även altaret är från 1963. Bakom altaret hänger en oljemålning av Axel Lindh, en svensk konstnär som länge var bosatt i Danmark. Kyrkorgeln står, för att få plats i lokalen, i en nedsänkning i golvet. Orgeln ritades 1963 av arkitekt Rolf Graae och byggdes av orgelfirman Marcussen & Søn i Åbenrå.

## Präster i församlingen (urval)
- Gustav Adolf Højlund (1953–?)
- Alfred Toft (1981–1985[2])